# Fietsroute
Over het algemeen wordt bij het begrip fietsroute gedacht aan een bewegwijzerde ofwel beschreven of anderszins gefaciliteerde route, die men fietst als recreatieve/toeristische activiteit. Maar ook alle andere routes voor fietsers (bijvoorbeeld woon-werkverbindingen waarvoor fietsinfrastructuur is aangelegd) zijn feitelijk fietsroutes. Een fietsroute waar een fietser voorrang heeft, staat ook wel bekend als snelfietsroute of fietssnelweg.

## Bewegwijzerde fietsroutes

Gecombineerde ANWB-wegwijzer

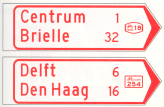
ANWB-wegwijzer in stedelijk gebied

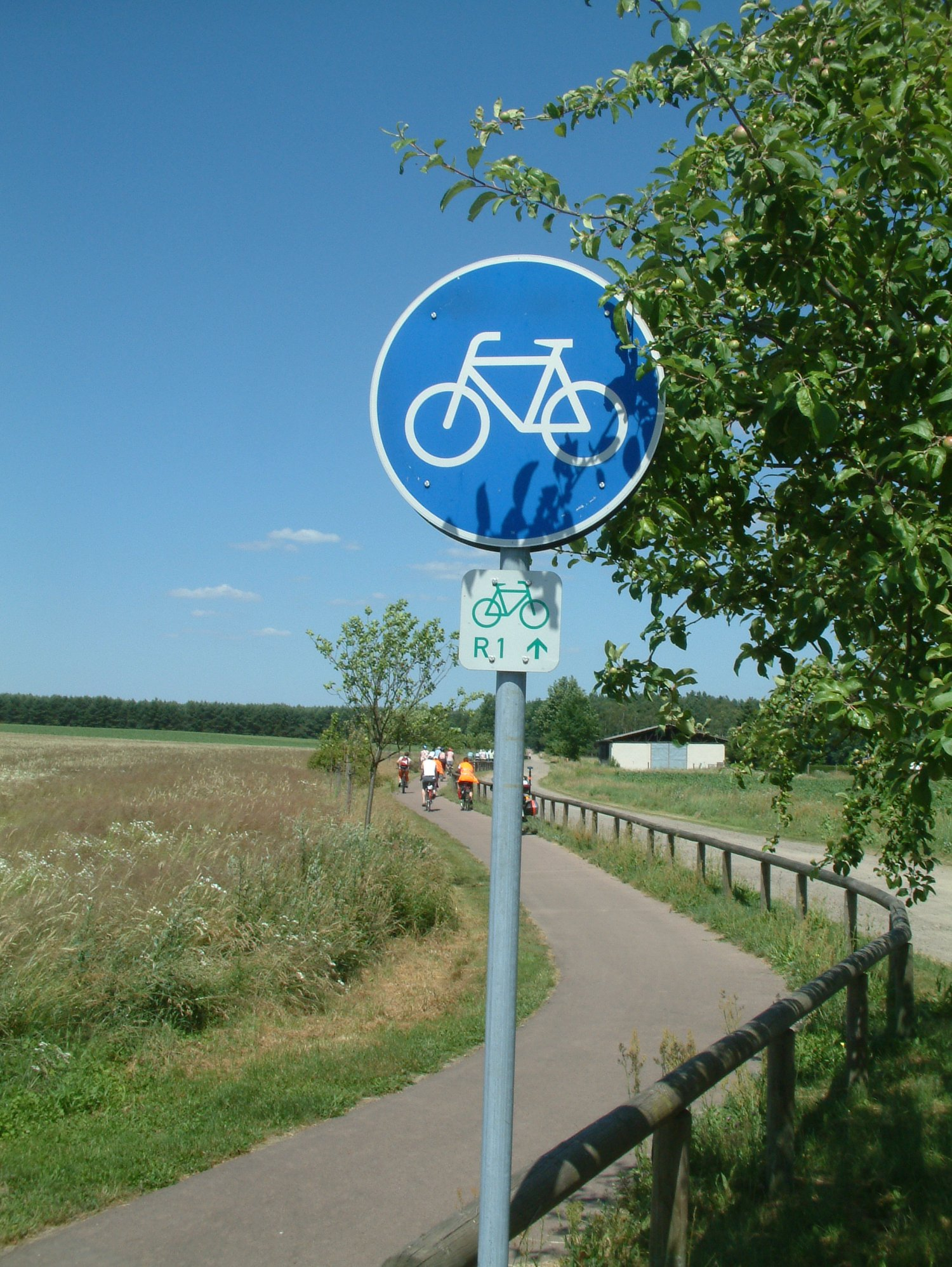
Fietspadbord in Duitsland met daaronder een wegwijzerbordje Duitse Radfernweg (LF-route)

Deze routes zijn te volgen doordat langs de route wegwijzers de te volgen weg aangeven. In Nederland zijn de meeste georganiseerd door de ANWB en/of het Landelijk Fietsplatform, in Vlaanderen door de provinciale toeristische diensten.

### Bewegwijzerde routes van locatie naar locatie
Veel fietsbewegwijzering wijst, evenals andere type wegwijzers, simpelweg van de ene locatie (meestal een dorp, stad of stadswijk) naar de andere locatie.
- In Nederland gebeurt dat in de regel met wit-rode wegwijzers, die meestal de meest directe fietsroute aangeven. De wit-groene wegwijzers en de paddenstoelwegwijzers, wijzen op toeristisch/recreatief aantrekkelijke alternatieve routes.
- In Duitsland, en soms aan Duitsland grenzend Nederland, zijn deze wegwijzers in sommige regio's groen-wit en in andere regio's rood-wit. Dat laatste is bijvoorbeeld het geval in Noordrijn-Westfalen, waar een groot bewegwijzeringsproject wordt gerealiseerd (zie ook Externe links). Er wordt in Duitsland altijd een toeristisch aantrekkelijke route aangegeven.

### Fietsknooppuntennetwerk
Een fietsknooppuntennetwerk is opgebouwd uit vele korte stukken fietsroute, en is eerder gericht op de recreatieve fietser.
De plekken waar deze stukken fietsroute bij elkaar komen, hebben een nummer en worden fietsknooppunten genoemd. Met wegwijzerbordjes wordt de weg naar deze knooppunten gewezen. Men stippelt zelf een route uit als een opeenvolging van knooppunten. Het systeem is in 1995 ontstaan in Belgisch Limburg en heeft zich van daaruit verspreid over het Nederlandstalig gebied. Later kwamen daar onder andere Wallonië, Duitsland en Frankrijk bij.

### Andere bewegwijzerde fietsroutes
Naast bovengenoemde bewegwijzerde routes, bestaan er in België, Nederland 
- enkele honderden fietsrondjes, meestal bewegwijzerd met zeskantige bordjes.
- ongeveer 20 lange fietsrondes, meestal bewegwijzerd met zeskantige bordjes met een rood rondje. Zo is er een Zuiderzeeroute, een Hollandse Waterlinieroute, een Elfstedenroute en een Internationale Dollardroute.
- Zowel in Nederland als in Vlaanderen zijn er de langeafstandsfietsroutes (LF-routes). Bepaalde LF-routes maken deel uit van het Europese fietsroutenet in opbouw: EuroVelo. Een voorbeeld hiervan vormen de LF 1 en LF 10, die deel uitmaken van de North Sea Cycle Route.
- In Brussel worden twee fietsroutenetwerken ontwikkeld:
  - een recreatief netwerk, met als basisroute de Groene Wandeling, en
  - een functioneel netwerk, bestaande uit de Gewestelijke fietsroutes
- In alle Vlaamse provincies en rond verschillende steden in Nederland zijn (netwerken van) fietssnelwegen (snelfietsroutes) aangelegd, die vooral bedoeld zijn voor woon-werkverkeer of ander functioneel verkeer over wat grotere afstanden. Een voorbeeld van zo'n snelfietsroute is het RijnWaalpad tussen Arnhem en Nijmegen.

In de rest van Europa:
In het Groot-Brittannië worden langeafstandsfietsroutes aangeduid als "National Cycle Network routes", in Duitsland D-Netz Radfernwegen, in Denemarken Nationale Fietsroutes, in Noorwegen Nationale Fietsroutes, in Zweden Nationale Fietsroutes, in Zwitserland Nationale Fietsroutes, in Tsjechië Nationale Fietsroutes, in Luxemburg Nationale Fietsroutes.

## Niet-bewegwijzerde fietsroutes
Fietsroutes die niet worden bewegwijzerd, zijn verder onder te verdelen in:
- Volledig beschreven fietsroutes: deze worden beschreven via gidsen of op het internet. Beschreven routes beleefden een hausse in de jaren 80 toen in de Dwarsstapserie het hele wegennet van Nederland werd uitgekamd op kleine wegen, en gepubliceerd in een reeks van twintig regionale sets topografische kaarten met routetekst. Het grootste deel van de fietsroutes op internet vindt men op de portaalsite [Fietsen Eén Twee Drie]. Er zijn ook beschreven fietsroutes voor de lange afstand opgenomen in de Landelijke Fietsroutes. Daarnaast zijn er routes naar het buitenland, bijvoorbeeld de 3000 km lange Hanzefietsroute van Michaël Wannet is hiervan een voorbeeld, evenals de routes van: Benjaminse Uitgeverij en de Europafietsers.
- Gps-fietsroutes: Dit zijn routes, die dankzij het global positioning system, via een speciaal gps-apparaat aan het stuur kunnen worden gereden. De zogenaamde tracks kunnen van internet worden gedownload. Ook voor onder andere de bovengenoemde Hanzefietsroute en enkele andere beschreven fietsroutes zijn gps-tracks beschikbaar.